# Se min kjole (film)
 For alternative betydninger, se Se min kjole. (Se også artikler, som begynder med Se min kjole)
Se min kjole er en dansk roadmovie instrueret af Hella Joof. Den fik premiere den 3. juli 2009. Manuskriptet er skrevet af Hella Joof og Ida Maria Rydén.

## Handling
Charlotte har lyst til at begå selvmord. Hun bliver anbragt på et hjem, der hjælper piger med problemer, og der møder hun Barbara, Nadia og Stef. Barbara har været clean i lang tid, men hun skærer i sig selv pga. noget der skete i fortiden. Nadia er en narkoman, der er blevet frataget sin datter, og drømmer om, at hendes kæreste Nick kommer ud fra fængslet - hun bliver clean og de bor sammen med hendes lille datter. Stef tager piller i masse vis, og er mest ligeglad med det hele - Nu må hun ikke engang bede om en hovedpinepille. Da Charlotte kom til hjemmet, vidste de ikke, at hun vil ændre hele deres liv. De skal til et feriecenter på Sjælland. Da de kommer dertil, prøver Charlotte allerede at flygte, og hun får Barbara, Nadia, og Stef med sig. Nu får de en ny chance, for et nyt liv.

## Medvirkende
- Charlotte – Stephanie Leon
- Barbara – Malou Reymann
- Nadia – Honey Shain
- Stef – Julie Grundtvig Wester

### Øvrige medvirkende
- Bodil Jørgensen
- Clara Alexander Fölich
- Daniela Santos Gonçalves
- Dennis Albrethsen
- Hag Nawas
- Hans Henrik Clemenesen
- Jakob Sloth
- Josefine Højberg Bitsch
- Kristian Høgh Jeppesen
- Nina Lauesgaard
- Petrine Agger
- Rasmus Botoft
- Sara Ullner
- Sora Madani
- Steen Stig Lommer
- Tina Gylling Mortensen
- Trine Appel